# Giuseppe Pancera
Giuseppe Pancera (Castelnuovo del Garda, província de Verona, Véneto; 10 de janeiro de 1901 – ibidem, 19 de abril de 1977) é um ciclista italiano, cuja corrida se desenvolve do meio da década de 1920 no meio da década de 1930.

## Biografia
Profissional de 1925 a 1934 em diversas equipas (Aliprandi, Olympia, Berrettini, Touring, A Rafale, Dei), Giuseppe Pancera foi o vencedor da Coppa Bernocchi a dois postos e Roma Nápoles-Roma. O seus irmãos Antonio e Eliseo têm sido igualmente ciclistas profissionais.

## Palmarés
- 1925
  - 3.º de Milão-Torino
  - 3.º da Coppa Bernocchi
  - 6.º de Milão-Sanremo
  - 9.º da Giro de Lombardia
- 1926
  - Coppa Bernocchi
  - Coppa de Inverno
  - 3.º de Roma Nápoles-Roma
  - 7.º de Milão-Sanremo
- 1927
  - Coppa Bernocchi
  - Roma Nápoles-Roma
  - 2.º do campeonato da Itália em estrada
  - 3.º da Coppa Placci
  - 4.º da Volta à Catalunha
  - 4.º da Giro de Lombardia
  - 5.º do Giro d'Italia
  - 7.º de Milão-Sanremo
- 1928
  -     - 3. ª etapa da Volta à Catalunha

  - 2.º do Giro d'Italia
- 1929
  - 2.º do Tour de France
  - 6.º de Milão-Sanremo
  - 7.º do Giro d'Italia
- 1930
  -     - 2.º, 3.º e 7. ª etapas da Volta à Catalunha

  - 5.º da Volta à Catalunha
- 1931
  - 3.º de Paris Brest-Paris

## Resultados nas grandes voltas

### Tour de France
- 1929 : 2.º
- 1930 : 20.º
- 1931 : abandono (23. ª etapa)
- 1932 : 32.º

### Giro d'Italia
- 1925 : 11.º
- 1926 : 12.º
- 1927 : 5.º
- 1928 : 2.º
- 1929 : 7.º
- 1930 : abandono
- 1934 : 39.º